# لیبرتاد
لیبرتاد (به اسپانیایی: Libertad) شهری در کشور آرژانتین، استان بوئنوس آیرس است که در سال ۲۰۰۹ میلادی، حدود ۱۰۰٬۳۲۴ نفر جمعیت داشته است.